# Боудитч, Клэр
Клэр Бо́удитч (англ. Clare Bowditch; 1975, Мельбурн, Виктория, Австралия) — австралийская певица, автор песен, гитаристка и актриса.

## Биография
Клэр Боудитч родилась в 1975 году в Мельбурне (штат Виктория, Австралия).
Клэр окончила «Melbourne University's School of Creative Arts».

## Карьера
Клэр начала писать песни в 1998 году, а в следующем году она выпустила свой дебютный альбом — «Sweetly Sedated». Затем выпустила «Roda Leisis May» (2000) и ещё несколько время спустя.

## Личная жизнь
С 2006 года Натали замужем за Марти Брауном. У супругов есть трое детей: дочь Эша Браун (род.2003) и сыновья-близнецы — Оскар Браун и Элайджа Браун (род. в декабре 2006).